# 일본국 헌법 제8장
일본국 헌법 제8장 지방 자치(일본어: 日本国憲法第8章 地方自治)은 일본국 헌법의 지방 자치에 관한 부분이다. 제92조부터 제95조까지 총 4개의 조로 구성되어 있다.

## 구성
- 제92조 지방 자치의 기본 원칙
- 제93조 지방 자치 단체의 기관, 그 직접 선거
- 제94조 지방 자치 단체의 권능
- 제95조 특별법의 주민 투표

## 같이 보기
- 일본국 헌법
- 일본국 정부
- 도도부현
- 시정촌